# Beast of Burden - Il trafficante
Beast of Burden - Il trafficante (Beast of Burden) è un film del 2019 diretto da Jesper Ganslandt.

## Trama
Sean Haggerty ha solo un'ora per consegnare il suo carico illegale e anche per rassicurare il cartello della droga, un sicario e la DEA e per assicurarsi che sua moglie sia salva.

## Distribuzione
Il film è stato distribuito nelle sale cinematografiche a partire dal 23 febbraio 2018.